# Australia's Got Talent
Australia's Got Talent (littéralement « l'Australie a du talent ») est une émission australienne de télé-réalité diffusée sur la Seven Network. C’est un programme fondé sur la série britannique Britain's Got Talent. Il s’organise en plusieurs mini-shows dévoilant le talent de chanteurs, danseurs, magiciens, comédiens et autres artistes amateurs de tout âge concourant pour le premier prix d’un $ 250 000. L’émission fut lancée en février 2007.

## Bilan
| Saison | Chaine        | Première        | Finale            | Vainqueur              | Autres finalistes  | Autres finalistes  | Autres finalistes  | Autres finalistes  | Autres finalistes  | Présentateur      | Juges          | Juges          | Juges              | Juges           |
| Saison | Chaine        | Première        | Finale            | Vainqueur              | Autres finalistes  | Autres finalistes  | Autres finalistes  | Autres finalistes  | Autres finalistes  | Présentateur      | 1              | 2              | 3                  | 4               |
| ------ | ------------- | --------------- | ----------------- | ---------------------- | ------------------ | ------------------ | ------------------ | ------------------ | ------------------ | ----------------- | -------------- | -------------- | ------------------ | --------------- |
| 1      | Seven Network | 18 février 2007 | 28 avril 2007     | Bonnie Anderson        | Herb Patten        | Herb Patten        | Herb Patten        | Herb Patten        | Herb Patten        | Grant Denyer      | Red Symons     | Danii Minogue  | Tom Burlinson      | NC              |
| 2      | Seven Network | 29 avril 2008   | 1 juillet 2008    | "Smokin'" Joe Robinson | Jourdain           | Jourdain           | Jourdain           | Jourdain           | Jourdain           | Grant Denyer      | Red Symons     | Danii Minogue  | Tom Burlinson      | NC              |
| 3      | Seven Network | 4 février 2009  | 22 avril 2009     | Mark Vincent           | Jal Joshua         | Jal Joshua         | Jal Joshua         | Jal Joshua         | Jal Joshua         | Grant Denyer      | Red Symons     | Danii Minogue  | Tom Burlinson      | NC              |
| 4      | Seven Network | 13 avril 2010   | 15 juin 2010      | Justice Crew           | Cam Henderson      | Cam Henderson      | Cam Henderson      | Cam Henderson      | Cam Henderson      | Grant Denyer      | Brian McFadden | Danii Minogue  | Kyle Sandilands    | NC              |
| 5      | Seven Network | 3 mai 2011      | 2 août 2011       | Jack Vidgen            | Cosentino          | Cosentino          | Cosentino          | Cosentino          | Cosentino          | Grant Denyer      | Brian McFadden | Danii Minogue  | Kyle Sandilands    | NC              |
| 6      | Seven Network | 16 avril 2012   | 25 juillet 2012   | Andrew De Silva        | The Wolfe Brothers | The Wolfe Brothers | The Wolfe Brothers | The Wolfe Brothers | The Wolfe Brothers | Grant Denyer      | Brian McFadden | Danii Minogue  | Kyle Sandilands    | NC              |
| 7      | Nine Network  | 11 août 2013    | 10 novembre 2013  | Uncle Jed              | Greg Gould         | Greg Gould         | Greg Gould         | Greg Gould         | Greg Gould         | Julia Morris      | Dawn French    | Timomatic      | Kyle Sandilands    | Geri Halliwell  |
| 8      | Nine Network  | 1 février 2016  | 14 mars 2016      | Fletcher Pilon         | Chris Tamwoy       | King Social        | Matt McLaren       | Sisters Doll       | NC                 | Dave Hughes       | Eddie Perfect  | Kelly Osbourne | Sophie Monk        | Ian Dickson     |
| 9      | Seven Network | 28 juillet 2019 | 22 septembre 2019 | Kristy Sellars         | Sienna Osborne     | Olina Loau         | Jennifer Anderson  | NC                 | NC                 | Ricki-Lee Coulter | Shane Jacobson | Lucy Durack    | Nicole Scherzinger | Manu Feildel    |
| 10     | Seven Network | 9 octobre 2022  | 20 novembre 2022  | Acromazing             | Ramadhani Brothers | Emo Majok          | Walison Muh        | Sienna Katelyn     | Oleg Tatarynov     | Ricki-Lee Coulter | Shane Jacobson | Alesha Dixon   | Katie Ritchie      | David Walliams  |
| 11     | Seven Network | 2023            | 2023              | NC                     | NC                 | NC                 | NC                 | NC                 | NC                 | Ricki-Lee Coulter | Shane Jacobson | Alesha Dixon   | Rebel Wilson       | Kyle Sandilands |